# Colonia Atlampa

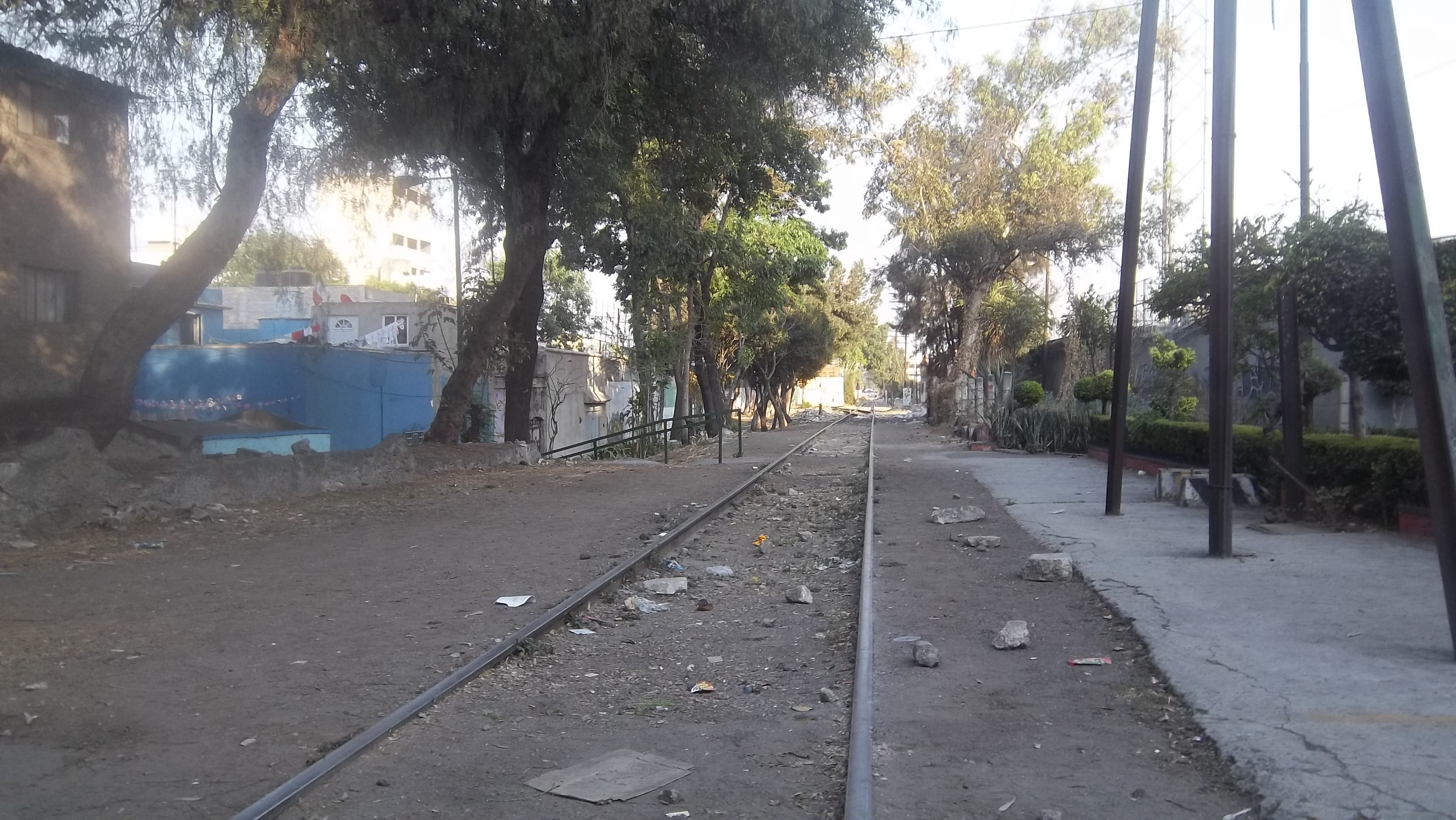
Antigua vía ferroviaria México Cuernavaca, a su paso por la Colonia Atlampa.

La Colonia Atlampa (del náhuatl: Atlamaxacpan, atl, amaxactli, pan ‘agua, división, lugar’‘Donde tuerce el agua’) es una colonia situada en la alcaldía Cuauhtémoc de la Ciudad de México.

## Historia
El sitio se ubicó cerca de Nonoalco, callpulli ubicado al poniente del altépetl de Tlatelolco. Los terrenos que ocupa la actual colonia Atlampa fueron potreros en el siglo XIX. Las primeras casas fueron establecidas por la compañía FF.CC. Central Mexicano. La antigua vía ferroviaria México-Cuernavaca, que tenía su origen en la cercana estación Buenavista, produjo el establecimiento de un buen número de fábricas que aprovecharon las vías ferroviarias. Fue fundada como colonia en la década de los treinta. Al poniente circuló el Río Consulado.

## Límites de la colonia
Los límites de la colonia están delimitados por las calles: al norte y oeste por el Circuito Interior Bicentenario (en ese tramo se llama Paseo de las Jacarandas); al sur Calzada Nonoalco-Tlaltelolco o Calzada Ricardo Flores Magón; y al este por la Avenida de los Insurgentes entre Calzada Ricardo Flores Magón y Calzada San Simón y la calle Pino entre Calzada San Simón y el Circuito Interior Bicentenario.

## Patrimonio
- Iglesia del Santo Niño Jesús "Limosnerito", templo católico construido en la década de los cuarenta por la Congregación de Misioneros deSan José y cedido a la Arquidiócesis de México en 2005. Se ubica en la calle Clavel. En él se venera una imagen del Niño Jesús que data de principios del siglo XX, ordenada manufacturar por el religioso josefino José María Troncoso y Herrera, en Barcelona.[3] Con el fin de recaudar fondos para los templos de la Sagrada Familia "Josefinos" y la del Espíritu Santo (Sabino) primeros templos de laCongregación de Misioneros de  San José, Troncoso ideó que la imagen tuviera una actitud suplicante, con una bolsa en una de sus manos.[3] Dicha imagen se conserva en el templo. Su fiesta patronal es el 6 de enero, a la cual es tradición que acudan concheros, conocidos como "danzantes". El templo es referido también como "El Laguito", ya que en los terrenos en los cuales se asienta, se formaba un remanso del antiguo Río Consulado, que pasa a un costado, ahora entubado bajo el Circuito Interior Bicentenario.

- Fábrica de textiles estampados "La Maravilla". fue construida en 1905 y es uno de los edificios más emblemáticos de la colonia y es considerada patrimonio industrial de la ciudad.